# Кубок Европы по легкоатлетическим многоборьям 1985
Кубок Европы по легкоатлетическим многоборьям 1985 года прошёл 7—8 сентября на стадионе «Лёшенхофвег» в Крефельде (ФРГ). В те же сроки во французском Арле состоялся финал B, а в датском Копенгагене и итальянском Брунико — финал C. Участники боролись за командную победу в соревнованиях мужчин и женщин.
Каждая команда была представлена четырьмя спортсменами. Всего на старт вышли 47 многоборцев из 8 стран. Лучшие сборные в командном зачёте определялись по сумме результатов трёх лучших участников. В связи с расширением со следующего розыгрыша финала A до 8 команд все сборные сохранили своё место в главном дивизионе турнира.
Соревнования прошли при холодной и дождливой погоде. Действующий обладатель Кубка, мужская сборная ФРГ, лишилась шансов защитить титул уже после четвёртого вида, потеряв из-за травм двух участников.

## Результаты

### Командное первенство
| Место | Команда                                                                            | Очки                  | Общая сумма |
| ----- | ---------------------------------------------------------------------------------- | --------------------- | ----------- |
| 1     | СССР · Александр Невский · Григорий Дегтярёв · Александр Апайчев · Сергей Попов    | 8321 8206 8112 (7485) | 24639       |
| 2     | ГДР · Торстен Фосс · Кристиан Шенк · Уве Фраймут · Ханс-Ульрих Рикке               | 8352 8141 8057 (7581) | 24550       |
| 3     | Польша · Мацей Едраль · Марек Кубишевский · Анджей Лянговский · Анджей Вызыковский | 7555 7536 7473 (7334) | 22564       |
| 4     | Швейцария                                                                          |                       | 22189       |
| 5     | Болгария                                                                           |                       | 21629       |
| 6     | ФРГ                                                                                |                       | 15724       |

| Место | Команда                                                               | Очки                  | Общая сумма |
| ----- | --------------------------------------------------------------------- | --------------------- | ----------- |
| 1     | ГДР · Сабина Пец · Сибиль Тиле · Хайке Тишлер · Яна Соботка           | 6595 6460 6053 (5950) | 19108       |
| 2     | СССР · Наталья Шубенкова · Марианна Масленникова · Светлана Филатьева | 6481 6260 6100        | 18841       |
| 3     | ФРГ Сабине Браун Сабина Эвертс Хельга Нуско Биргит Дрессель           | 6323 6243 6096 (5744) | 18662       |
| 4     | Великобритания                                                        |                       | 17673       |
| 5     | Болгария                                                              |                       | 16085       |
| 6     | Нидерланды                                                            |                       | 15728       |

Курсивом выделены участники, чей результат не пошёл в зачёт команды

### Индивидуальное первенство
| Место | Атлет             | Страна | Очки |
| ----- | ----------------- | ------ | ---- |
| 1     | Торстен Фосс      | ГДР    | 8352 |
| 2     | Александр Невский | СССР   | 8321 |
| 3     | Григорий Дегтярёв | СССР   | 8206 |
| 4     | Кристиан Шенк     | ГДР    | 8141 |
| 5     | Зигфрид Венц      | ФРГ    | 8118 |
| 6     | Александр Апайчев | СССР   | 8112 |
| 7     | Уве Фраймут       | ГДР    | 8057 |
| 8     | Томас Рицци       | ФРГ    | 7606 |
| 9     | Ханс-Ульрих Рикке | ГДР    | 7581 |
| 10    | Мацей Едраль      | Польша | 7555 |

| Место | Атлет                 | Страна         | Очки |
| ----- | --------------------- | -------------- | ---- |
| 1     | Сабина Пец            | ГДР            | 6595 |
| 2     | Наталья Шубенкова     | СССР           | 6481 |
| 3     | Сибиль Тиле           | ГДР            | 6460 |
| 4     | Сабине Браун          | ФРГ            | 6328 |
| 5     | Марианна Масленникова | СССР           | 6260 |
| 6     | Сабина Эвертс         | ФРГ            | 6243 |
| 7     | Светлана Филатьева    | СССР           | 6100 |
| 8     | Хельга Нуско          | ФРГ            | 6096 |
| 9     | Джуди Симпсон         | Великобритания | 6082 |
| 10    | Хайке Тишлер          | ГДР            | 6053 |

## Финал B
Финал B состоялся 7—8 сентября во французском Арле.
| Место | Команда        | Общая сумма |
| ----- | -------------- | ----------- |
| 1     | Великобритания | 22986       |
| 2     | Норвегия       | 22207       |
| 3     | Франция        | 22198       |
| 4     | Бельгия        | 21720       |
| 5     | Финляндия      | 21336       |
| 6     | Чехословакия   | 19585       |

| Место | Команда      | Общая сумма |
| ----- | ------------ | ----------- |
| 1     | Франция      | 18310       |
| 2     | Чехословакия | 17541       |
| 3     | Венгрия      | 17271       |
| 4     | Швеция       | 16745       |
| 5     | Финляндия    | 16740       |
| 6     | Бельгия      | 15247       |

## Финал C
Финал C состоялся 7—8 сентября в датском Копенгагене и итальянском Брунико.

### Копенгаген
| Место | Команда    | Общая сумма |
| ----- | ---------- | ----------- |
| 1     | Швеция     | 22879       |
| 2     | Нидерланды | 21732       |
| 3     | Дания      | 21146       |
| 4     | Ирландия   | 20915       |

| Место | Команда  | Общая сумма |
| ----- | -------- | ----------- |
| 1     | Польша   | 16772       |
| 2     | Дания    | 13865       |
| 3     | Ирландия | 12926       |

### Брунико
| Место | Команда | Общая сумма |
| ----- | ------- | ----------- |
| 1     | Италия  | 22008       |
| 2     | Австрия | 20635       |
| 3     | Греция  | 20420       |
| 4     | Испания | 19974       |

| Место | Команда   | Общая сумма |
| ----- | --------- | ----------- |
| 1     | Италия    | 15839       |
| 2     | Швейцария | 15344       |
| 3     | Австрия   | 15258       |
| 4     | Испания   | 14618       |
| 5     | Греция    | 13970       |